# François Doubleth

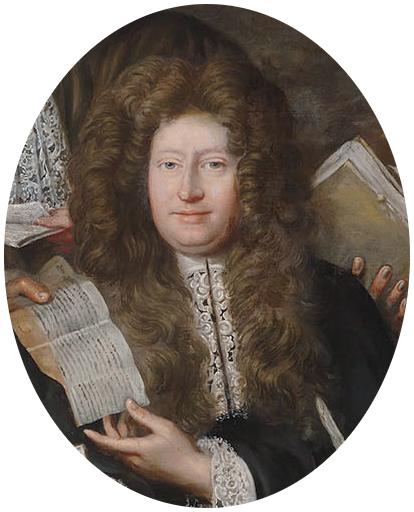
François Doubleth in 1682, detail van een magistraatsportret door Jan de Baen

François Doubleth, heer van Groenevelt en Moerkerken (gedoopt  Den Haag, 4 mei 1642 - Gorinchem, 7 juni 1688) was burgemeester van Den Haag.

## Biografie
Doubleth was een zoon van de Haagse burgemeester mr. Philips Doubleth, heer van Schalkwijk en Groenevelt (circa 1600-1674) en Catharina van Overrijn, vrouwe van Schoterbosch (†1679). Hij trouwde in 1674 Abigaïl ten Hove (1650-?), dochter van mr. Nicolaas ten Hove, afgevaardigde ter Staten-generaal en Cornelia Fagel, uit welk huwelijk een dochter werd geboren; hij hertrouwde in 1686 Maria Fagel (1649-1739), dochter van mr. Hendrik Fagel (1617-1690) en lid van de familie Fagel, uit welk huwelijk een zoon werd geboren: mr. François Doubleth, heer van Groenevelt (1688-1725), schepen en veertigraad van Delft.
Doubleth studeerde vanaf 1658 rechten te Leiden en promoveerde in 1661 op De Obligationibus quae ex consensu nascuntur. Daarna werd hij advocaat bij het Hof van Holland. Vanaf 1678 was hij schepen, van 1679 tot 1681 schout en vanaf 1680 tot 1682 en opnieuw van 1684 tot 1686 burgemeester van 's-Gravenhage. In 1686 werd hij drossaart, kastelein en dijkgraaf van Gorinchem en het Land van Arkel, tevens baljuw van Hardinxveld; deze functies bekleedde hij tot 1686. Hij was ook ontvanger-generaal van de Unie.